# Myndus synavei
Myndus synavei är en insektsart som beskrevs av Kramer 1979. Myndus synavei ingår i släktet Myndus och familjen kilstritar. Inga underarter finns listade i Catalogue of Life.